# Крылова, Инна Александровна
Крылова Инна Александровна (29 апреля 1937 года, Воронеж — 1 января 2018 года, Москва) — российский учёный, специалист в области лакокрасочных материалов, один из ведущих специалистов в области электроосаждения, профессор, доктор химических наук.

## Биография
Крылова Инна Александровна родилась 29 апреля 1937 года в Воронеже. В 1959 году окончила Воронежский государственный университет им. Ленинского комсомола, по специальности химия. Работала по распределению с 1959—1961 на Воронежском заводе синтетического каучука, в Центральной Научно-Исследовательской лаборатории (ЦНИЛ) завода. Поступила в аспирантуру в 1961 году в Москву в Институт физической химии РАН (тогда РАН СССР), где обучалась под руководством Павла Игнатьевича Зубова (1906—1986), который был ее научным руководителем. Защитила кандидатскую диссертацию в 1964.
После защиты перешла на должность старшего научного сотрудника в Научно-исследовательский институт технологии лакокрасочных покрытий Министерства химической промышленности СССР в городе Хотьково Московской области, под руководство Седина Ивана Корнеевича. Защитила докторскую диссертацию в 1977 по теме: Исследование процесса формирования покрытий при электроосаждении водоразбавляемых лакокрасочных систем.
По материалам диссертации написала книгу ‘’Окраска электроосаждением’’.
Крылова И. А. вела научную и методическую работу, принимала участие в создании и запуске лакокрасочных линий на более 40 автомобильных и машиностроительных заводах, участвовала в работе международных и российских конференций. Является заслуженным работником Химической промышленности.
Крылова Инна Александровна является автором около 300 научных и методических работ, к своему 80-летию выпустила мемуары под названием ‘’Я и Мой путь’’.
С 1994 принимала участие в функционировании компании НПО «Машхимпром», являясь научным двигателем компании.

## Личная жизнь
Дедушка — Крылов Михаил Александрович 1881 г.р., уроженец с. Березовка Мучкапского района Тамбовской области. Окончил Тамбовскую Духовную семинарию. Женился на Милотовой Любови Ивановне. Имели 12 детей, выжили 9. На период ареста, в 1937 году, служил священником в Никольской церкви в Коршуновской слободе г. Моршанска Тамбовской области. Постановлением тройки УНКВД по Воронежской области от 5 августа 1937 года приговорен по ст. 58-10,11 к ВМН — расстрелу. Приговор приведен в исполнение 11 августа 1937 года. Реабилитирован прокуратурой Тамбовской области 11 апреля 1989 года. Сообщение УФСБ ТО от 19.02.2003 № 10/2-1359..
Родители — Запорожская Александра Георгиевна, родом из Калача (город), где ее семья владела портняжным ремеслом; и Крылов Александр Михайлович, был начальником ветеринарии Воронежской области 1949—1958.
Муж — к.х.н. Квасников Юрий Петрович.
Сын — профессор, д.т. н. Квасников, Михаил Юрьевич
Два внука: Тимофей, Петр и внучка Светлана.